# Acutelinopteridius
Acutelinopteridius is een kevergeslacht uit de familie van de boktorren (Cerambycidae). De wetenschappelijke naam van het geslacht werd voor het eerst geldig gepubliceerd in 1958 door Breuning & Villiers.

## Soorten
Acutelinopteridius omvat de volgende soorten:
- Acutelinopteridius minutus Quentin & Villiers, 1979
- Acutelinopteridius mohelianus Breuning & Villiers, 1958